# Rivolta della Nuova Caledonia del 2024
La rivolta della Nuova Caledonia del 2024 rappresenta l'insieme di disordini e proteste ad opera dei cittadini neocaledoniani e del popolo canaco contro il presidente francese Emmanuel Macron contro la riforma costituzionale sulla rappresentanza politica del governo centrale di Parigi nei confronti della comunità d'oltremare. Ciò ha portato ad una serie di episodi violenti ed atti vandalici nell'isola.

## Storia
Negli anni 1980 il Fronte di Liberazione Nazionale Canaco e Socialista (FLNKS) ha attuato una serie di disordini a causa della crisi politica ed economica che stavano imperversando sull'isola. Tra la fine del 2023 e l'inizio del 2024, il parlamento francese ha varato una riforma la quale ha ridefinito le modalità di voto dei residenti caledoni, che gli abitanti canachi hanno ritenuto svantaggiosa: ciò ha scatenato numerose proteste e disordini sull'isola nel maggio 2024.
In risposta, il governo francese ha indetto il coprifuoco e inviato sull'isola delle forze armate per sedare la ribellione dei canachi.
Il 15 maggio, il presidente francese Macron ha dichiarato lo stato di emergenza e la conseguente chiusura degli aeroporti, oltre al blocco totale dei trasporti.
Il 27 maggio seguente Macron ha comunicato la fine dello stato di emergenza a partire dal giorno successivo. Il coprifuoco ed altri divieti sono rimasti tuttavia in vigore.
Tra il 23 e il 24 giugno un gruppo di manifestanti è sceso in piazza ed ha bloccato le strade, attaccando alcuni edifici istituzionali (tra i quali una stazione di polizia), per chiedere la liberazione degli attivisti indipendentisti arrestati e trasferiti nella Francia continentale.